# Скандалото
Ска́ндалото (болг. Скандалото) — село в Ловецькій області Болгарії. Входить до складу общини Априлці.

## Населення
За даними перепису населення 2011 року у селі проживали 65 осіб, усі — болгари.
Розподіл населення за віком у 2011 році:
Динаміка населення: